# Concepción Oviedo
Concepción Oviedo är en ort i Mexiko. Den är belägen i kommunen Chalchicomula de Sesma och delstaten Puebla, i den sydöstra delen av landet, 180 km öster om huvudstaden Mexico City. Concepción Oviedo ligger 2 443 meter över havet och antalet invånare är 414.
Terrängen runt Concepción Oviedo är kuperad åt nordväst, men åt sydost är den platt. Runt Concepción Oviedo är det ganska tätbefolkat, med 155 invånare per kvadratkilometer. Närmaste större samhälle är Ciudad Serdán, 7,7 km norr om Concepción Oviedo. Omgivningarna runt Concepción Oviedo är en mosaik av jordbruksmark och naturlig växtlighet.